# 4806 P-L
4806 P-L är en asteroid i huvudbältet som upptäcktes den 24 september 1960 av den nederländsk-amerikanske astronomen Tom Gehrels och det nederländska astronomparet Ingrid van Houten-Groeneveld och Cornelis Johannes van Houten vid Palomarobservatoriet.